# 島津忠兼 (薩州家)
島津 忠兼（しまづ ただかね、大永4年（1524年）? - 永禄8年7月8日?（1565年8月12日?））は、戦国時代の島津家一門。薩州島津家4代当主島津忠興の三男。5代当主島津実久の弟。幼名は近久。源三郎。常陸介。野田領主。神号は若宮大明神。

## 経歴
紫尾山近辺を支配していた渋谷氏・東郷氏に勝利するなどの活躍をし、兄・実久から野田（現・鹿児島県出水市野田町）に領地を与えられ、新城を築き居城とする。
永禄8年3月24日（1565年4月24日）、6代当主・島津義虎（実久の子）の命を受け、家臣の吉満久張らとともに肥後国天草の長島（現・鹿児島県出水郡長島町）へ出兵。堂崎城主・天草越前守を打ち破って長島・獅子島の両島を攻め取り、薩摩国の領有とした（天草諸島のうち、長島・獅子島および近接する島々は、以降、現在に至るまで鹿児島県の所属となっている）。
以降3ヶ月に亘り長島領主として治世にあたったが、天草越前守の旧臣らの中に忠兼を讒訴するものがあり、それを信じた義虎によって義虎の居城・亀ヶ城へ呼び出され、永禄8年7月8日（1565年8月12日）、登城してきたところを謀殺された（享年42?）。夫人である玉衣の方、娘の与里姫（享年22?）は悲嘆のあまり後を追って自害したと伝わる。
その後、野田や長島で疫病や飢饉が大流行し、忠兼らの祟りではないかとの噂が立つ。領内の異変に驚いた義虎は、忠兼の無実と自分の非を認め、忠兼の居城であった新城跡に若宮神社を建立し、霊を慰めたという。以来、疫病は治まったが、命日である旧暦7月8日（現在は8月8日）に長島町の堂崎城跡で毎年祭礼が行われている。
墓所は野田町下名にあった極楽寺内にあったが、昭和37年（1962年）11月にその敷地が鹿児島県野田高等学校（現・県立野田女子高校）の一部となる際、野田町上名の永林寺跡（現・弓林神社）に移された。